# Château de Sumeraine (Mayenne)
 (juillet 2025).
Motif : pas de sources récentes / suite Brozouf
- Archive Wikiwix
- Bing
- Cairn
- DuckDuckGo
- E. Universalis
- Gallica
- Google
- G. Books
- G. News
- G. Scholar
- Persée
- Qwant
- (zh) Baidu
- (ru) Yandex
- (wd) trouver des œuvres sur Wikidata

| 1. | Préciser le motif de la pose du bandeau. | Précisez le motif de la pose du bandeau en utilisant la syntaxe suivante : {{admissibilité à vérifier\|date=juillet 2025\|motif=remplacez ce texte par le motif}}                                   |
| 2. | Informer les utilisateurs concernés.     | Pensez à avertir le créateur de l'article, par exemple, en insérant le code ci-dessous sur sa page de discussion : {{subst:avertissement admissibilité à vérifier\|Château de Sumeraine (Mayenne)}} |

Le Château de Sumeraine est un château français situé à Parné-sur-Roc, dans le département de la Mayenne et la région des Pays de la Loire. Il est situé à 2 kilomètres au Nord du bourg.

## Désignation[1]
- J. de Sumeraene, 1314.
- Le domaene de Sumeraene, 1316.
- Le domeine de Surmeyeine… le doumainne de Sumeraynne, 1399.
- J. de Surmerraine, 1406 (Titres de Sumeraine).
- Susmerayne, 1413 (Cartulaire de l'Abbaye de Fontaine-Daniel, p. 275).
- Surmeraine, 1444 (Cartulaire de l'Abbaye de Fontaine-Daniel, p. 280).
- La maison seigneuriale de Sumeraine, 1555 (Titres de Sumeraine).
- Sumeraine, manoir, chapelle fondée (Hubert Jaillot).
- Sumeranne, manoir (Carte de Cassini).

## Histoire
Fief et domaine mouvant de Poligné, d'Entrammes et de Maisoncelles, s'étendant sur Parné, même au bourg, Meslay-du-Maine, Maisoncelles, Villiers-Charlemagne, Saint-Denis-du-Maine, Fromentières.
Le 14 juin 1595, les assises se tiennent à Laval, « attendu la calamité de la guerre et les troubles qui sont à présent. » 

## Description
Il s'agit actuellement d'un grand logis, qui était utilisé à la fin du XIXe siècle pour les usages de la ferme. 

## Chapelle
La chapelle a son pignon oriental, qui se reflète dans ce qui subsiste des anciennes douves, éclairé d'une fenêtre en arc brisé, à meneau et tympan ajouré. Sur l'autel, il y a un reliquaire en cartonnage ; dans le pavage trois dalles sur lesquelles on lit : Cy gît Joseph Géhard, né le 17 juin 1792, marié le 8 juin 1835 à Pauline de Chevilly, mort le 12 du même mois. — Cy gît Joseph Géhard, né le 11 octobre 1754, mort le 18 juillet 1838. — Ici repose, près de ses deux amis, Janny Viel, née le 9 juillet 1781, morte le 20 décembre 1838. Son frère pleurera à jamais une amie qui était son espoir''.

## Sources et bibliographie
- « Château de Sumeraine (Mayenne) », dans Alphonse-Victor Angot et Ferdinand Gaugain, Dictionnaire historique, topographique et biographique de la Mayenne, Laval, A. Goupil, 1900-1910 [détail des éditions] (BNF 34106789, présentation en ligne)